# Derbylita
La derbylita és un mineral de la classe dels òxids. Rep el seu nom del geòleg nord-americà Orville Adelbert Derby (1851-1915), ex Director del Servei Geològic de Brasil.

## Característiques
La derbylita és un òxid de fórmula química Fe₄3+Ti₃Sb3+O13(OH). Cristal·litza en el sistema monoclínic. Es troba en forma de petits grans, i de cristalls prismàtics complexos. La seva duresa a l'escala de Mohs és 5.
Segons la classificació de Nickel-Strunz, la derbylita pertany a «04.JB: Arsenits, antimonits, bismutits; amb anions addicionals, sense H₂O» juntament amb els següents minerals: fetiasita, manganarsita, magnussonita, nanlingita, asbecasita, stenhuggarita, trigonita, finnemanita, gebhardita, tomichita, graeserita, hemloïta, freedita, georgiadesita i ekatita.

## Formació i jaciments
Va ser descoberta a Tripuí, a Ouro Preto (Minas Gerais, Brasil), en graves de placers que contenien cinabri, on es va trobar associada a altres minerals com: zircó, xenotima-(Y), tripuhyita, rútil, moscovita, monazita, hematites i minerals del grup de la romeïta. També ha estat descrita en un parell de mines italianes de la localitat de Stazzema, a la província de Lucca, a la Toscana.